# ماركيل لوزانو
ماركيل لوزانو (بالإسبانية: Markel Lozano)‏ هو لاعب كرة قدم إسباني في مركزي لاعب ارتكاز ‏ وقلب الدفاع، ولد في 3 مايو 1996 في بلباو في إسبانيا. لعب مع أريناس غوتكسو وسيلتا فيغو ب ونادي أموريبايتا ونادي باسكونيا ويونيون ديبورتيفا لوغرينييس.

## وصلات خارجية
- ماركيل لوزانو على موقع قاعدة بيانات كرة القدم.إي يو (الإنجليزية)
- ماركيل لوزانو على موقع Soccerway.com (الإنجليزية)